# Episodi di Dalziel and Pascoe (sesta stagione)
Lista degli episodi della sesta stagione della serie televisiva Dalziel and Pascoe.
| N° | Titolo originale       | Titolo italiano | Prima TV UK      | Prima TV Italia |
| -- | ---------------------- | --------------- | ---------------- | --------------- |
| 1  | Walls of Silence       |                 | 29 ottobre 2001  |                 |
| 2  | Home Truths            |                 | 5 novembre 2001  |                 |
| 3  | Secrets of the Dead    |                 | 12 novembre 2001 |                 |
| 4  | Truth and Consequences |                 | 19 novembre 2001 |                 |